# Rostromontia capensis
Rostromontia capensis is een hooiwagen uit de familie Triaenonychidae.